# Nicolas Vlavianos
Nicolas Vlavianos (Atenas, 1929) foi um escultor e desenhista grego, que veio para o Brasil em 1961.
Iniciou a formação artística em Atenas, onde estudou pintura.  Em 1956, transferiu-se para Paris, onde participou de várias exposições. Em 1960 mudou-se para São Paulo onde participou da VI e da IX Bienais. Em 1966 expôs no Museu de Arte Moderna do Rio de Janeiro.
Em São Paulo destacam-se as obras: Árvore, de 1976, situada na Fundação Armando Álvares Penteado; Nuvem sobre a Cidade, de 1978, situada na Praça da Sé; e Progresso,De 1974 localizado na Rua 24 de Maio,com a D.jose de Barros,em frente a Mesbla em São Paulo -centro-até 1993 onde foi transferida e instalada no Largo do Arouche.
Foi professor titular da Faculdade de Artes Plásticas da FAAP e membro do Conselho Diretor do "ISC - International Sculpture Center", com sede em Washington, DC. Suas obras estão espalhadas por inúmeras coleções particulares e de instituições, incluindo o Museu de Arte Moderna de São Paulo e o Ministério da Educação da Grécia.